# Driehoek (overheid)
De driehoek van een bepaald gebied is het overlegorgaan tussen de vertegenwoordigers van politie, Openbaar Ministerie en lokale overheid in Nederland. Afhankelijk van het gebied waar de driehoek betrekking op heeft, spreekt men van lokale of plaatselijke driehoek, regionale driehoek, of bijvoorbeeld simpelweg van "de Haarlemse driehoek".
Een lokale driehoek bestaat uit:
- de burgemeester
- de leidinggevende van de politie in dat gebied (districtschef)
- de officier van justitie

Dit overlegorgaan heet 'driehoek', omdat het altijd bestaat uit drie personen die ieder een andere instantie vertegenwoordigen.

## Soorten driehoek
Er bestaat driehoeksoverleg op vele niveaus.

### Regionale driehoek
Sinds de reorganisatie van de Nederlandse politie in 1994 hebben gemeenten geen gemeentepolitie meer. Tussen 1994 en 2013 bestonden er 25 regiokorpsen en een korps landelijke politiediensten. Een politieregio omvatte dus meerdere gemeenten. De burgemeester van één van die gemeenten trad namens alle gemeenten in de regio op als korpsbeheerder. Samen met de korpschef van die regio en de betreffende hoofdofficier van justitie vormde hij de regionale driehoek. Sinds de vorming van één nationaal politiekorps in 2013 is de minister van Justitie en Veiligheid feitelijk de enige korpsbeheerder. Elke regionale eenheid wordt geleid door een politiechef, die in contact staat met een 'regioburgemeester', oftewel de burgemeester van de belangrijkste gemeente binnen de betreffende politieregio.

### Lokale driehoek
Daarnaast kunnen gemeenten een lokale driehoek hebben. In grote steden met stadsdeelraden vindt wel een 'mini-driehoek' plaats. Daarin voeren de wijkteamchef van de politie, een officier van justitie, en de stadsdeelvoorzitter overleg.

### Landelijke driehoek
In 2002 hebben de ministers De Vries en Korthals voorgesteld om één instantie de bevoegdheid te geven te beslissen over de inzet van de landelijke capaciteit. Die instantie werd de landelijke driehoek genoemd.
In de Politiewet van 2012 is bepaald dat de minister van Veiligheid en Justitie minstens viermaal per jaar overleg voert met de korpschef, (een afvaardiging van) de regioburgemeesters en de voorzitter van het College van procureurs-generaal. Daarnaast wijst de minister voor een periode van vier jaar twee burgemeesters (uit een gemeente met minder dan 100.000 inwoners) aan die mogen meepraten in deze driehoek. Deze driehoek bespreekt de inrichting, het beleid en de financiën van de nationale politie.

### Militaire driehoek
Voor de politietaak in de krijgsmacht vindt er ook een soort driehoeksoverleg plaats tussen de commandant, een vertegenwoordiger van de Koninklijke Marechaussee, en de officier van justitie voor militaire zaken.

## Wettelijke basis in Nederland
Het driehoeksoverleg is gebaseerd op de volgende artikelen uit de Politiewet uit 2012.
Artikel 13De burgemeester en de officier van justitie overleggen regelmatig tezamen met het hoofd van het territoriale onderdeel van de regionale eenheid binnen welker grondgebied de gemeente geheel of ten dele valt, en zo nodig met de politiechef van een regionale eenheid, over de taakuitvoering van de politie en over het beleid ten aanzien van de taakuitvoering (driehoeksoverleg).
Artikel 41De regioburgemeester en de hoofdofficier van justitie overleggen regelmatig met de politiechef van een regionale eenheid.
Daarnaast is voorgeschreven dat de commissaris van de Koning en het College van procureurs-generaal regelmatig met elkaar overleg plegen over de taakuitoefening van de politie en de Koninklijke Marechaussee (Artikel 20).

## Het overleg
De reden voor het driehoeksoverleg is, dat het openbaar ministerie verantwoordelijk is voor de handhaving van de wet en het vervolgen van wetsovertreders en de burgemeester voor de openbare orde en veiligheid. Beiden hebben ze de politie nodig. Bovendien hebben ze alle drie elkaar nodig, omdat ze verschillende bevoegdheden hebben. 
- De burgemeester is niet alleen bevoegd om noodmaatregelen te nemen in geval van verstoring van de openbare orde, maar vertegenwoordigt ook de gemeente die verordeningen kan uitvaardigen, vergunningen verleent, en bijvoorbeeld kan bepalen tot hoe laat de cafés open mogen zijn.
- De politie is als enige bevoegd om zo nodig geweld te gebruiken. Bijvoorbeeld een straat schoon te vegen met een peloton ME.
- De officieren van justitie zijn als enige bevoegd om iemand te laten bestraffen voor een overtreding.

De onderwerpen die gewoonlijk in het driehoeksoverleg aan de orde komen zijn: 
- openbare veiligheid rond horeca, cameratoezicht, stadswachten
- veiligheid bij grote evenementen
- voorkomen van geweld rond voetbalwedstrijden
- overlast van hangjongeren en vandalisme
- beleid ten aanzien van daklozen en verslaafden
- beleid ten aanzien van coffeeshops
- beleid ten aanzien van bordelen en tippelzones
- jeugdcriminaliteit en jeugdzorg
- enzovoort

## Politieke vierhoek
In de politieke vierhoek wordt door de premier, de minister van Financiën, de minister van Sociale Zaken en de minister van Economische Zaken gesproken over financieel-economische aangelegenheden. De betekenis van de term is slechts gepubliceerd in een tweet en een diagram in de context van gezondheid, maar komt veel voor in de gepubliceerde beslisnota's, zoals die bij de Voorjaarsnota 2022.